# Illaena dawsoni
Illaena dawsoni là một loài bọ cánh cứng trong họ Cerambycidae.